# 김의경
김의경(金義卿, 1936년 9월 13일 ~ 2016년 4월 7일)은 대한민국의 연극인이다.
1936년 서울에서 출생했다. 1960년 서울대 문리대 철학과를 졸업했고 미국 브랜다이스대학원 연극학과를 수료했다. 1964년 ≪문학춘추≫에 ＜갈대의 노래＞, ＜신병 후보생＞이 추천 완료되어 극작가로 등단했다. 극단 ‘실험극장’ 창립 동인으로 1960년부터 1976년까지 대표를 지냈으며, 1976년에는 극단 ‘현대극장’을 창설했다. 현재 ‘현대극장’ 고문이다. 한국국제아동청소년연극협회(ASSITEJ) 초대 이사장(1982∼1986), (사)한국연극협회 이사장(1986∼1989), 국제극예술협회(ITI) 한국본부 회장(1995∼1999), 서울시립극단 초대 단장과 예술감독(1997∼2000), 공연문화산업연구소 이사장(2001∼2014년 기준)을 지냈으며 베세토(BESETO)연극제를 창설, 한국 대표로 있다.

## 주요 작품
주요 작품으로는 ＜무익조(無翼鳥)＞(1966), ＜남한산성＞(1974), ＜북벌＞(1979), ＜식민지에서 온 아나키스트＞(1984), ＜잃어버린 역사를 찾아서＞(1986), ＜길 떠나는 가족＞(1991), ＜조선통신사＞(1995), ＜대한국인 안중근＞(1998), ＜팔만대장경＞(1999), ＜나비찬가＞(2004), ＜사모(思慕)＞(2009) 외 다수가 있다. 희곡집으로는 ≪남한산성≫(1966), ≪길 떠나는 가족≫(1998), 번역서로는 ≪스즈키 연극론≫(1993), ≪경극과 매란방≫(1993), ≪연극 경영≫(2002), ≪20세기의 일본 연극≫(2005), ≪살아 숨 쉬는 극장≫(공역, 2008), 저서로는 연극론집인 ≪도전과 응전의 긴 여정≫(2008) 등이 있다.

## 수상
1975년 ＜남한산성＞, 1986년 ＜잃어버린 역사를 찾아서＞로 백상예술상 희곡상을 두 차례 수상했으며, 1989년 문화훈장 ‘보관장’을 받았다. 1991년 ＜길 떠나는 가족＞으로 서울연극제 희곡상을 수상했고, 2001년 문화관광부에서 수여하는 ‘대한민국문화예술상’을 수상했다.